# 画像圧縮
画像圧縮（がぞうあっしゅく）は、 デジタル画像に使用されるデータ圧縮技術の一種で、記憶装置の容量の圧迫防止やデータ転送の高速化のために用いられる。
アルゴリズムは、画像データの視覚・統計的な特性を利用して、一般的なデータ圧縮方式よりも優れた結果を生み出すことがある。

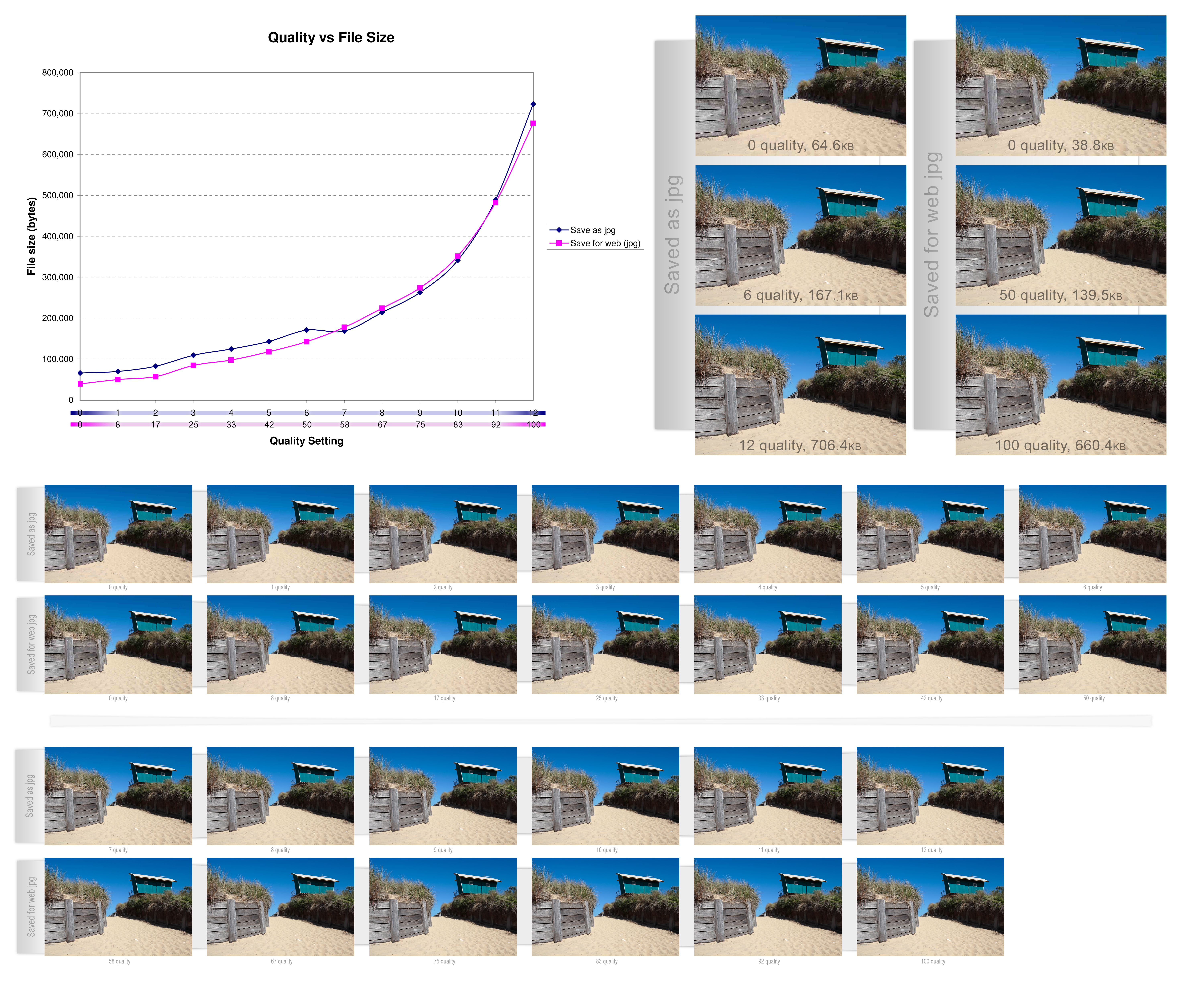
Adobe Photoshopによって保存されたさまざまな品質レベルでの「Web用に保存」の有無によるJPEG画像の比較

## 可逆及び非可逆画像圧縮
画像圧縮には、可逆圧縮と非可逆圧縮とがある。可逆圧縮は、圧縮前と圧縮・展開後のデータが完全に等しくなるもので、アーカイブ目的に適しており、医療用画像、図面、クリップアート、漫画など、圧縮によるデータの情報量の減少を避けたいものに対してよく使われる。非可逆圧縮方式は、圧縮前と圧縮・展開後のデータが完全には一致しないもので、人間が認知できない、もしくは認知するのが難しい部分の情報量を大幅に減らすことでデータのサイズを小さくすることが可能になる。ただし、特に低ビットレートで使用される場合、画像の歪みである圧縮アーティファクトが発生してしまう場合があるため、写真のような細部の情報が欠落してもさほど問題にならない画像に適している。非可逆圧縮のうち、違いが人間の視覚では認知できないほどごく僅かなものは、視覚的ロスレスと呼ばれる。

### 非可逆圧縮の方法
- 変換コーディング –最も一般的に使用される。 
  - 離散コサイン変換 （Discrete Cosine Transform, DCT）–最も広く使用されている非可逆圧縮の形式。フーリエ変換の一種であり、en:Nasir Ahmed、T.Natarajan、およびen:K.R. Raoによって1974年に開発された[2]。DCTは、離散コサイン変換の一種としての文脈で「DCT-II」と呼ばれることがある。これは一般に、最も効率的な形式の画像圧縮とされている。 
    - DCTは、最も人気のある非可逆形式であるJPEGと、最近のHEIFで使用されている。

  - 近年開発されたウェーブレット変換も広く使用されており、量子化とエントロピーコーディングがそれに続く利用頻度である。
- 色空間を画像の最も一般的な色に減らす方法もある。選択した色は、圧縮画像のヘッダーにあるカラーパレットで指定される。各ピクセルは、カラーパレット内の色のインデックスを参照するだけである。この方法をディザリングと組み合わせて、不必要なポスタリゼーションを回避することができる。
- クロマ・サブサンプリング - 人間の目は色の変化よりも明るさの変化をよりはっきりと認識するという特性を生かし、画像の一部の色情報を平均化または低下させることによりデータを小さくする。
- フラクタル圧縮

### 可逆圧縮の方法
- ランレングスエンコーディング - PCXでデフォルトで用いられ、BMP、TGA、TIFFでもエンコーディング方法のひとつとして使用されている。
- エリア画像圧縮
- 予測コーディング - DPCMで使用。
- エントロピー符号化 - 算術符号化とハフマン符号化が一般的。
- LZWなどの適応辞書アルゴリズム - GIFおよびTIFFで使用。
- Deflate - PNG 、 MNG およびTIFFで使用。
- チェーンコード

## その他の特性
特定の圧縮率（またはビットレート）で最高の画質にすることが画像圧縮の主な目標だが、画像圧縮方式には他にも重要な特性がある。
スケーラビリティ
通常、解凍および再圧縮を伴わないビットストリームまたはファイルの操作によって生じる品質の低下を指し、プログレッシブコーディングまたは埋め込みビットストリームといった別名がある。スケーラビリティは、Webブラウザーで画像をダウンロードしながらプレビューしたり、データベースなどへさまざまな品質のアクセスを提供したりする際に特に役立つ。可逆圧縮においては、粗いピクセルから細かいピクセルへのスキャンという形で見られる場合がある。スケーラビリティにはいくつかのタイプがある。
- 品質プログレッシブまたはレイヤープログレッシブ - ビットストリームは、再構成された画像を連続的に精緻化する。
- 解像度プログレッシブ - 最初に低解像度でエンコードし、次にその差分をより高い解像度にエンコードする[3][4]。
- コンポーネントプログレッシブ - 最初にグレースケールバージョンをエンコードし、次にフルカラーを追加する。

関心領域のコーディング
画像の特定の部分を、他の部分よりも高品質でエンコードする。これはスケーラビリティと組み合わせることができる（関心領域を最初にエンコードし、他の部分を後でエンコードする）。
メタ情報
圧縮データには、画像の分類、検索、または参照に使用できる画像に関する情報が含まれている場合があります。このような情報には、色とテクスチャの統計、小さなプレビュー画像、作者または著作権情報が含まれる。
処理能力
圧縮アルゴリズムは、エンコードとデコードに異なる量の処理能力を必要とする。 一部の高圧縮アルゴリズムは、高い処理能力を必要とする。
圧縮方法の品質
圧縮方法の品質は、多くの場合ピークS/N比によって測定される。画像の非可逆圧縮によって導入されるノイズの量を測定する。ただし、視聴者の主観的な判断も重要な指標となる。

## 歴史
エントロピー符号化は、1950年代に開発されたハフマン符号化の基礎となるシャノン・ファノ符号化が導入された1940年代に始まる。変換符号化は1960年代後半にさかのぼり、1968年に高速フーリエ変換（FFT）コーディングが導入され、1969年にアダマール変換が導入された。
画像データ圧縮における重要な発展は、 離散コサイン変換（DCT）だった。これは、1972年にNasir Ahmedによって最初に提案された非可逆圧縮技術である。DCT圧縮は、1992年にJoint Photographic Experts Group（JPEG）によって導入されたJPEGの基礎となった。JPEGは、画像をオリジナルからはるかに小さいファイルサイズに圧縮することができ、現在最も広く使用されている画像ファイル形式になっている。その非常に効率的なDCT圧縮アルゴリズムは、デジタル画像とデジタル写真の広範な普及の主な原因であり、2015年現在、毎日数十億のJPEG画像が生成されている。
Lempel–Ziv–Welch（LZW）は、1984年にエイブラハム・レンペル 、 ジェイコブ・ジヴ、テリー・ウェルチによって開発された可逆圧縮アルゴリズムである。 1987年に発表されたGIF形式で使用されている。また、Deflateは、フィル・カッツによって1996年に開発された可逆圧縮アルゴリズムで、Portable Network Graphics（PNG）形式で使用されている。
画像圧縮におけるウェーブレット変換の使用例であるウェーブレットコーディングは、DCTコーディングの開発後に始まった。ウェーブレットコーディングは、DCTのブロックベースのアルゴリズムの代わりにウェーブレットを使用するDCTコーディングの変種である。Touradj Ebrahimi（後のJPEG会長）が議長を務めるJPEG委員会によって、1997年から2000年にかけて離散ウェーブレット変換（DWT）アルゴリズムを使用したJPEG 2000規格が開発された。 。非可逆圧縮アルゴリズムには、CDF 9/7ウェーブレット変換（1992年にイングリッド・ドブシーによって開発）とLeGall-Tabatabai（LGT）5/3ウェーブレット変換（Didier Le GallとAli J. Tabatabaiによって1988年に開発）が使用されている。 Motion JPEG 2000拡張機能を含むJPEG 2000テクノロジーは、2004年にデジタルシネマのビデオコーディング規格として選ばれた。